# Sarpsborg
Sarpsborg är en stad som utgör centralort i Sarpsborgs kommun i Østfold fylke i sydöstra Norge. Staden ingår i den sammanväxta tätorten Fredrikstad/Sarpsborg. Sarpsborgsdelen av tätorten har 53 000 invånare.
Utanför Sarpsborg går Europaväg 6 som är en del i den viktiga motorvägen mellan Oslo och Köpenhamn via Göteborg.

## Historia
Sarpsborg grundlades av Olav den helige (Olav Haraldsson) 1016. Staden kallades först Borg, för att under 1200-talet allt oftare kallas Sarpsborg. Förleden Sarp kommer av namnet på vattenfallet Sarpr, det betyder 'den som sväljer'. Under medeltiden var Sarpsborg centrum för de norska distrikt som låg öster om Oslofjorden. Norska kungar övervintrade gärna på fästningen Borg.
Staden eldhärjades 1567 under nordiska sjuårskriget sedan svenska trupper tänt på. En ny stad, Fredrikstad, anlades vid älven Glommas utlopp. Sarpsborg återuppstod och fick stadsprivilegier 1839.

## Sport
På 1960-talet var Sarpsborg känt för sitt fotbollslag, Sarpsborg FK, men är numera kända för sitt ishockeylag, Sparta Warriors. Sarpsborg 08 FF är dock från och med säsongen 2013 tillbaka i Tippeligaen, Norges högstadivision, efter att ha slutat på andraplats i Adeccoligaen säsongen 2012.

## Kända personer
Följande är en lista över kända personer som bott i Sarpsborg.
- Roald Amundsen (1872–1928), polarforskare
- Arne Arnardo (1912–1995), cirkusartist
- Jan Groth (1946–2014), sångare/låtskrivare/artist
- Jonas Holøs (1987–), ishockeyspelare
- Raymond Kvisvik (1974–), fotbollsspelare
- Åge Sten Nilsen (1969–), artist/sångare, låtskrivare
- Per-Åge Skrøder (1978–), ishockeyspelare
- Jens Arne Svartedal (1976–), skidåkare som tagit VM-guld
- Oscar Torp (1893–1958), före detta norsk statsminister
- Lene Alexandra (1981–), glamourmodell
- Kai Eide (1949–), Diplomat och politiker

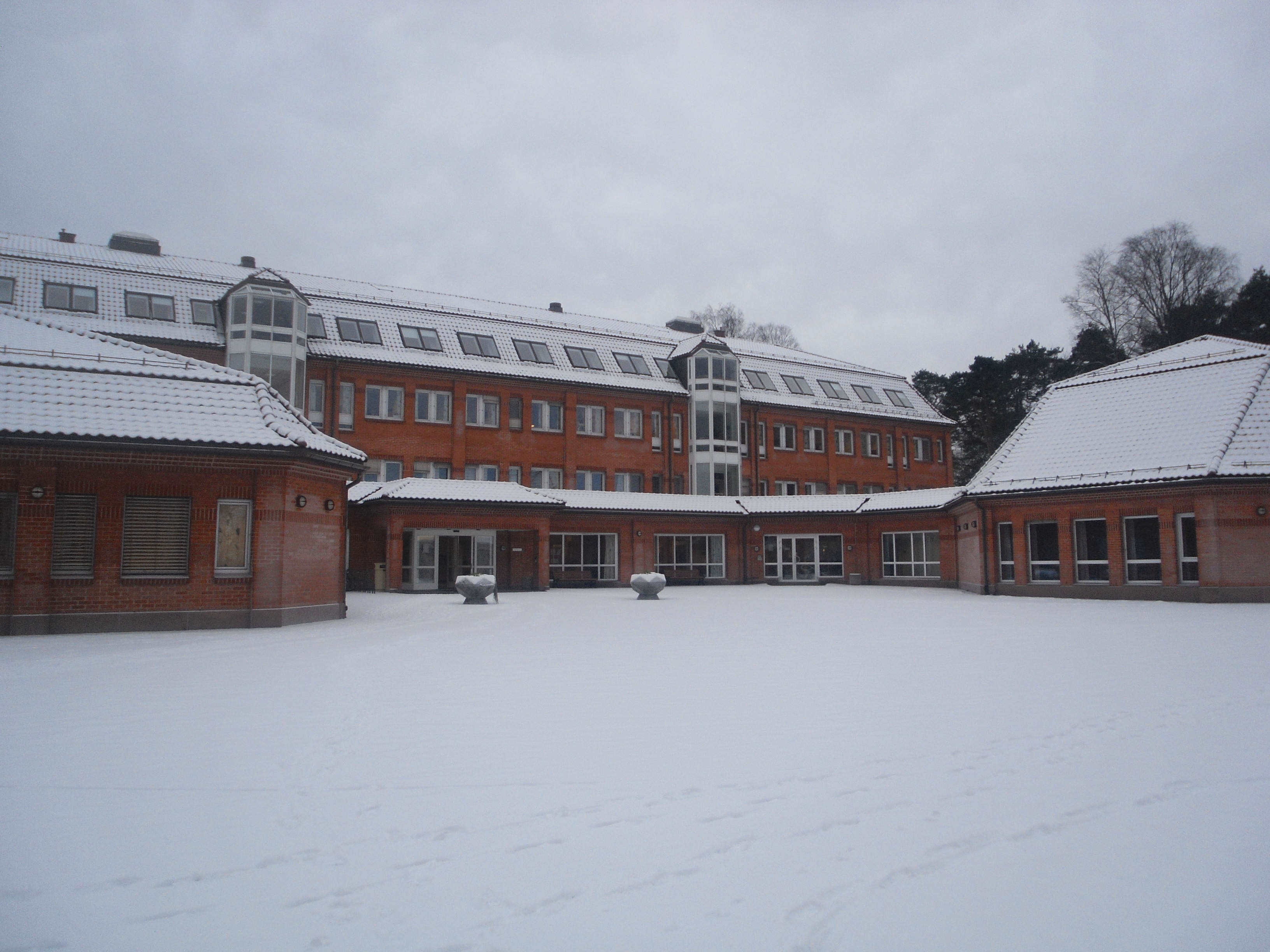
Stadshuset i Sarpsborg.